# Elisabeth Fredrika Sofia av Brandenburg-Bayreuth

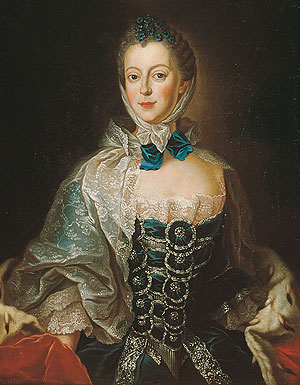
Elisabeth Fredrika Sofia av Brandenburg-Bayreuth

Elisabeth Fredrika Sofia av Brandenburg-Bayreuth, född 1732, död 1780, var hertiginna av Württemberg genom sitt äktenskap med hertig Karl Eugen av Württemberg.
Hon var dotter till markgreve Fredrik III av Brandenburg-Bayreuth och prinsessan Wilhelmine av Preussen och båda hennes föräldrar tillhörde därmed olika grenar av huset Hohenzollern. Hon gifte sig 1748 med hertig Karl Eugen av Württemberg och var berömd för sin skönhet. Äktenskapet blev konfliktfyllt på grund av Karls otrohet. Vid ett besök hos sin mor 1756 vägrade hon att återvända, och 1759 separerade makarna lagligt. 
Elisabeth Fredrika Sofia var sina föräldrars enda gemensamma barn. Hon beskrevs redan under sin uppväxt som en skönhet, och Casanova kallade henne för Tysklands vackraste prinsessa. Markgreven Alexander av Brandenburg-Ansbach och kung Fredrik V av Danmark tillhörde hennes friare, men hon valde själv ut Karl Eugen av Württemberg. Han hade vuxit upp delvis vid hennes morbror Fredrik II:s hov i Preussen. Bröllopet blev ovanligt praktfullt. 
De första åren av äktenskapet var parets relation lycklig, och Elisabeth utövade ett visst inflytande över regeringsarbetet. Efter några år började Karl dock ägna sig åt älskarinnor. Frånvaron av en son och manlig arvinge orsakade också konflikter. En resa till Italien 1753 förbättrade tillfälligt situationen, men då Karl efter återkomsten återvände till sina älskarinnor var förhållandet avslutat. Situationen förvärrades slutgiltigt då Karl år 1756 lät arrestera hennes väninna, operasångerskan Marianne Pirker. 
Samma år besökte Elisabeth sin mor i Bayreuth och vägrade att återvända. År 1759 upprättade hennes far och make ett separationskontrakt, där Karl fick rätten att utse hennes personal i utbyte mot att hon fick ett underhåll och kunde behålla sin titel. Det var inte en skilsmässa utan en separation. Från 1765 bodde Elisabeth på slottet Schloss Fantasie utanför Bayreuth.